# Opus Dei: Stowarzyszenie Kapłańskie Świętego Krzyża
Stowarzyszenie Kapłańskie Świętego Krzyża (Societas Sacerdotalis Sanctae Crucis) – stowarzyszenie duchownych ściśle złączone z Prałaturą Opus Dei. 
Tworzą je duchowni Prałatury oraz kapłani i diakoni diecezjalni, którzy chcą do niego należeć. Przewodniczącym stowarzyszenia jest prałat Opus Dei. 
Duchowni diecezjalni, którzy wstępują do Stowarzyszenia, starają się wyłącznie o otrzymanie pomocy duchowej w celu zdobycia świętości w pełnieniu swej posługi według ascezy właściwej Opus Dei. Nie należą do duchowieństwa Prałatury. Każdy jest inkardynowany (włączony) do własnej diecezji i podlega wyłącznie swemu biskupowi.